# 3776 Вартіоворі
3776 Вартіоворі (3776 Vartiovuori) — астероїд головного поясу, відкритий 5 квітня 1938 року.
Тіссеранів параметр щодо Юпітера — 3,020.